# Platypalpus discifer
Platypalpus discifer is een vliegensoort uit de familie van de Hybotidae, die tot de orde tweevleugeligen (Diptera) behoort. De wetenschappelijke naam van de soort is voor het eerst geldig gepubliceerd in 1863 door Loew.